# Glochidion sinicum
Glochidion sinicum là một loài thực vật có hoa trong họ Diệp hạ châu. Loài này được (Gaertn.) S.M. Almeida mô tả khoa học đầu tiên năm 1990.